# Aleksej Petuchov
Aleksej Evgen'evič Petuchov, accreditato come Alexey Petukhov dalla FIS (in russo Алексей Евгеньевич Петухов?; Klincy, 28 giugno 1983), è un fondista russo.

## Biografia
In Coppa del Mondo ha esordito il 16 marzo 2003 nella 15 km a tecnica libera di Lahti (56°), ha ottenuto il primo podio il 21 dicembre 2008 nella sprint a squadre a tecnica libera di Düsseldorf (3°) e la prima vittoria il 5 dicembre 2009 nella sprint a tecnica libera disputata nella medesima località.
In carriera ha preso parte a due edizioni dei Giochi olimpici invernali, Vancouver 2010 (3° nella sprint a squadre in coppia con Nikolaj Morilov) e Soči 2014 (8° nella sprint), e a quattro dei Campionati mondiali, vincendo due medaglie.
Nell'ambito delle inchieste sul doping di Stato in Russia, il 9 novembre 2017 il Comitato Olimpico Internazionale ha accertato una violazione delle normative antidoping da parte di Petuchov in occasione delle Olimpiadi di Soči, annullando conseguentemente i risultati ottenuti e proibendogli di partecipare a future edizioni dei Giochi olimpici. Conseguentemente, anche la Federazione Internazionale Sci ha aperto un'inchiesta sulla posizione di Petuchov, escludendolo dalle competizioni a partire dal 30 novembre. Il 1º febbraio 2018 il Tribunale Arbitrale dello Sport ha però accolto il ricorso presentato da Petuchov contro tale decisione; conseguentemente, anche la Federazione Internazionale Sci ha revocato la propria sospensione.

## Palmarès

### Olimpiadi
- 1 medaglia:
  - 1 bronzo (sprint a squadre a Vancouver 2010)

### Mondiali
- 2 medaglie:
  - 1 oro (sprint a squadre a Val di Fiemme 2013)
  - 1 argento (sprint a squadre a Falun 2015)

### Mondiali juniores
- 1 medaglia:
  - 1 argento (30 km a Sollefteå 2003)

### Coppa del Mondo
- Miglior piazzamento in classifica generale: 18º nel 2010
- 22 podi (15 individuali, 7 a squadre):
  - 7 vittorie (3 individuali, 4 a squadre)
  - 10 secondi posti (8 individuali, 2 a squadre)
  - 5 terzi posti (3 individuali, 2 a squadre)

#### Coppa del Mondo - vittorie
| Data             | Luogo      | Paese    | Disciplina                                |
| ---------------- | ---------- | -------- | ----------------------------------------- |
| 5 dicembre 2009  | Düsseldorf | Germania | Sprint TL                                 |
| 6 dicembre 2009  | Düsseldorf | Germania | Sprint a squadre TL (con Nikolaj Morilov) |
| 24 gennaio 2010  | Rybinsk    | Russia   | Sprint a squadre TL (con Nikolaj Morilov) |
| 5 febbraio 2011  | Rybinsk    | Russia   | Sprint TL                                 |
| 11 dicembre 2011 | Davos      | Svizzera | Sprint TL                                 |
| 15 gennaio 2012  | Milano     | Italia   | Sprint a squadre TL (con Nikolaj Morilov) |
| 18 gennaio 2015  | Otepää     | Estonia  | Sprint a squadre TL (con Sergej Ustjugov) |

Legenda:

TC = tecnica classica

TL = tecnica libera

#### Coppa del Mondo - competizioni intermedie
- 3 podi di tappa:
  - 3 secondi posti